# 骨壺の風景
『骨壺の風景』（こつつぼのふうけい）は、松本清張の短編小説。『新潮』1980年2月号に掲載され、同年10月、短編集『岸田劉生晩景』収録の一作として、新潮社より刊行された。

## あらすじ
祖母カネは父峯太郎の貧窮のさいに死んだ。昭和のはじめ、大雪の日だった。墓はなく、骨壺が近所の寺に一時預けにされ、いまだにそのままになっている。このごろになって私は、小倉の寺に預け放しになっている祖母の骨壺が気になり出した。妙なことだが、「死人の村」の夢を見たせいでもある。骨壺の預け先が何という名の寺だったか思い出せない。
調査の末、あの寺が戦後の道路拡張で前の場所を逐われ現在は清水へ移っている大満寺であることを突き止め、過去帳には祖母カネの記載があった。祖母の骨壺はすでに寺で処分され、今は他の一時預りの遺骨といっしょに境内の石塔の下に埋納されてあるということだった。
骨壺が無ければ、せめて祖母の位牌を持って帰り、多磨墓地の両親といっしょに埋めたいと考えた。私はひとりで九州に降り立った。大満寺で位牌を貰い、祖母を焼いた清水の火葬場、私たちの家があった中島や紺屋町、続いて下関の旧壇ノ浦や田中町を再訪し、かつて父峯太郎、母タニ、祖母とで生活した過去を回想する。

## エピソード
- 本作発表後間もない1980年2月17日、著者は東京で祖母の法要を行っており、『清張日記』において「祖母カネの五十周忌を杉並区永福町永福寺で行う。禅宗曹洞派。祖母が昭和六年二月八日に死亡したとき、読経に来たれる僧が小倉の曹洞派・大満寺なりしに因る」と記している[1]。
- 北九州市立松本清張記念館学芸担当主任の中川里志は、「『半生の記』より記述は丁寧で具体的である」としつつ、死人の村にいる祖母の夢には、作品後半の私を見守る祖母の姿が反映しており、「いかにも小説的な構成であるが、祖母への深い愛情、追慕の念が読み取れる「物語」」と評している[2]。
- 魯迅を研究対象とする中国文学研究者の藤井省三は、初出版では3歳若く記述された父・峯太郎の年齢が『松本清張全集 第66巻』（1996年）収録版では実年齢に変更される一方、祖母が死んだ時の「私」の年齢は「十八・九ぐらい」に設定されているが、実際に祖母が逝去したのは1931年、清張22歳の時のことであり、虚構の年齢となっていることを指摘し、その理由について「22歳になっても祖母や両親のもとを離れられなかった我が身を哀れんで、家出時期の父と同じ年齢に切り下げたのだろうか。あるいは（中略）二十一歳で日本に留学したという魯迅『朝花夕拾』の回想を意識してのことであろうか」と述べている[3]。

## ゆかりの場所

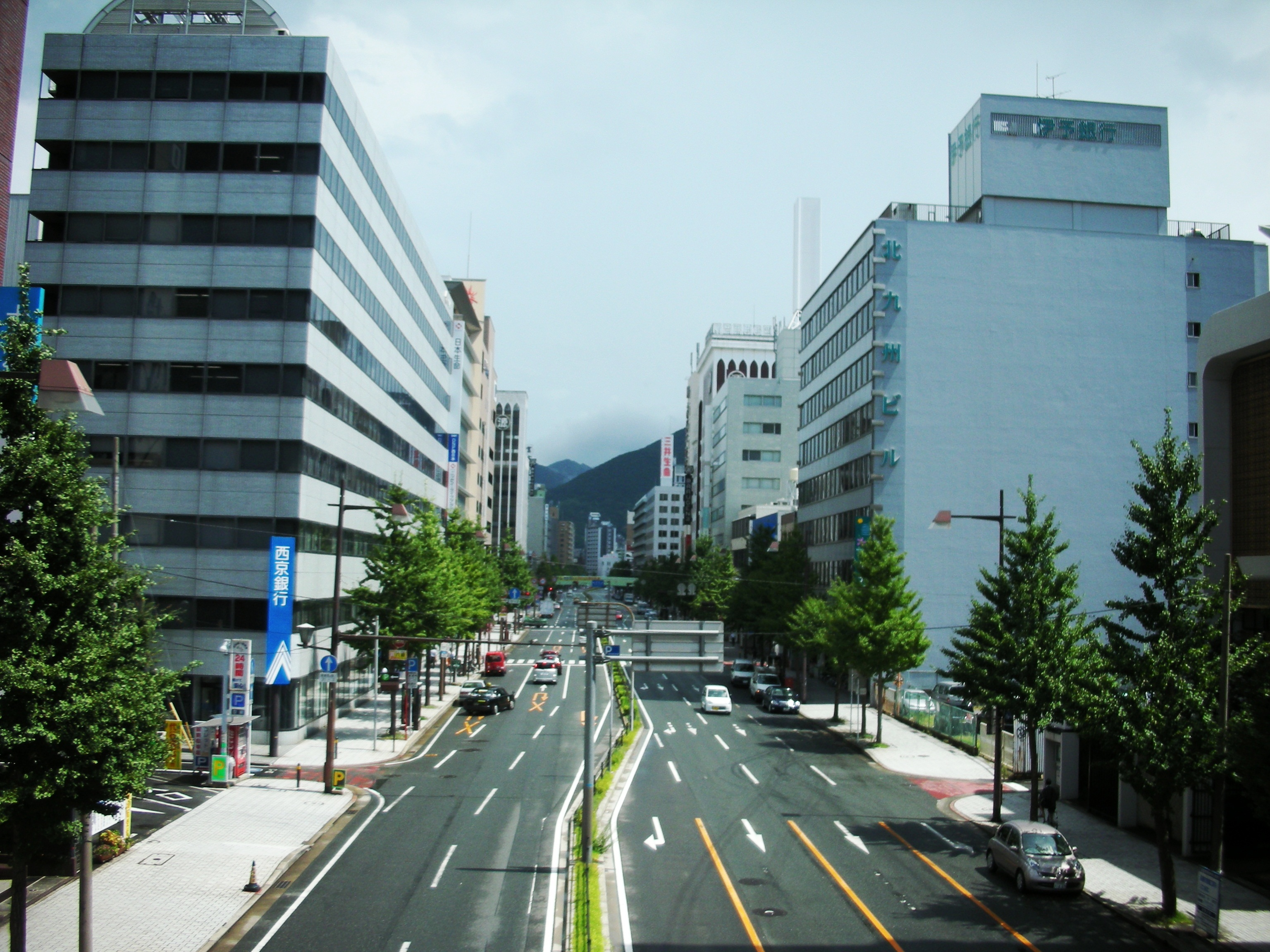
「以前の小姓町筋は道路が広くなって小文字通りという新しい名になっていた。図上ではその角に寺の記号も名もなかった。道路の拡張工事で、あの寺はどこかに移転させられたのかもしれない」
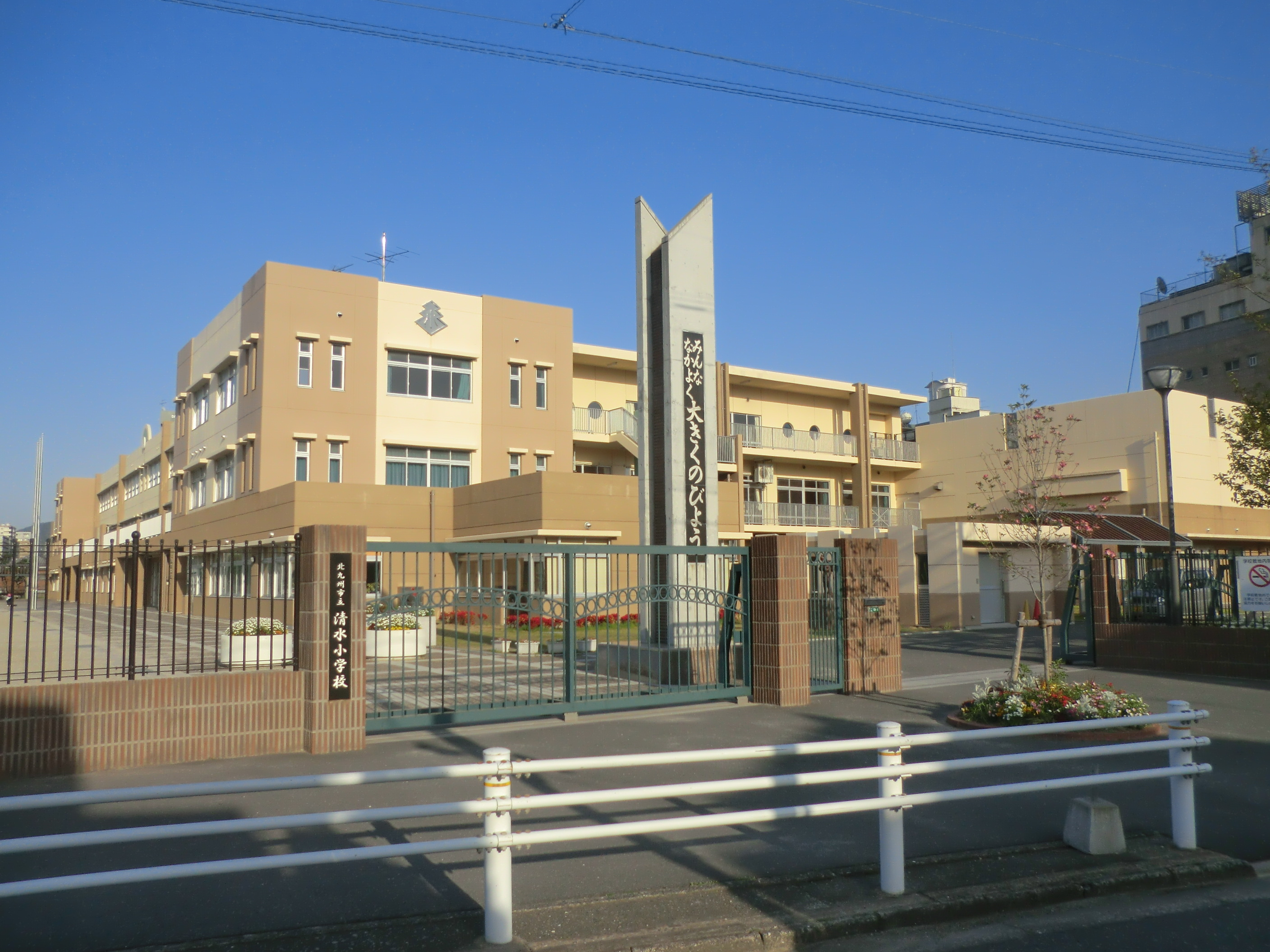
「この清水というのは、そこにある清水小学校の前名板櫃尋常高等小学校に通っていたので、なつかしい土地の名でもあった」
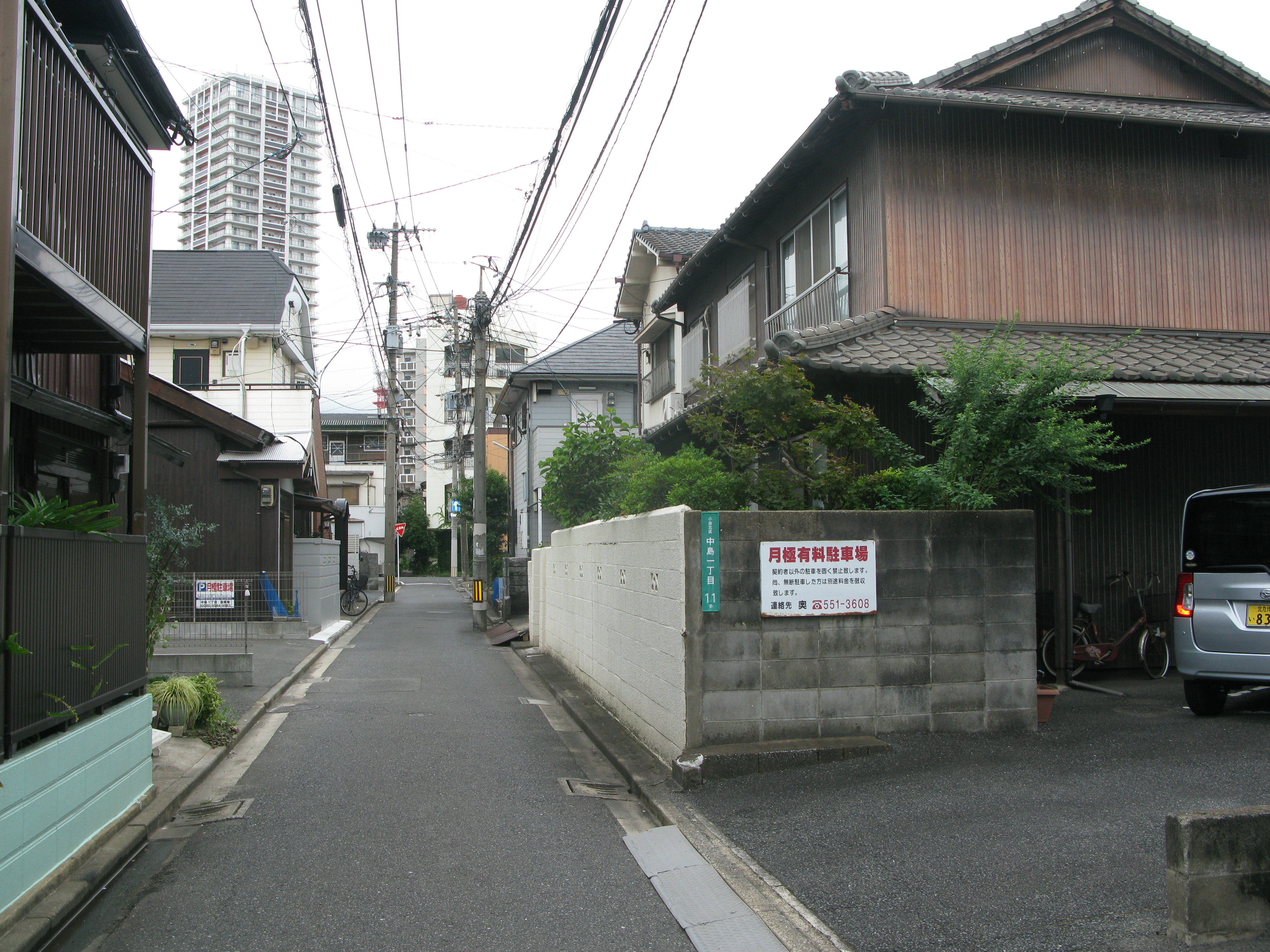
「紫川橋に近いその通りの南側が今の地名で中島一丁目の11番地となっている」「低地には小さな家が密集していた。その裏の板壁の小屋が私たちの家であった」
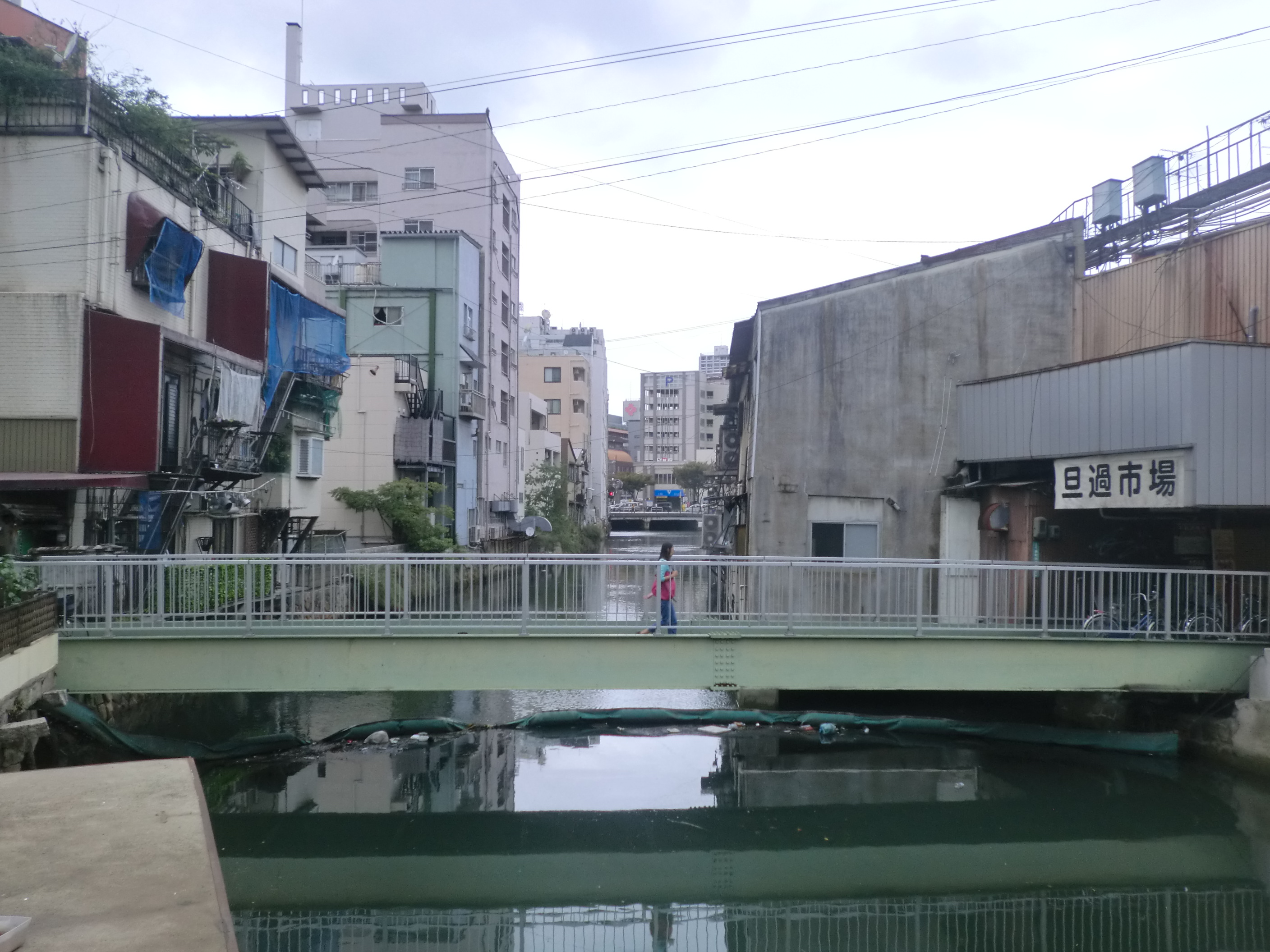
「兵庫屋の臨時雇のあと、峯太郎は旦過市場の魚屋から塩鮭と塩鱒とを分けてもらい、旦過橋から一つ南の天神橋の上に立って売った。幅の狭い神岳川だが水面から吹き上げる川風は冷く、彼は水洟を手の甲で拭き拭きして、橋の上を往復する通行人を客引きのようにきょろきょろと見ていた」
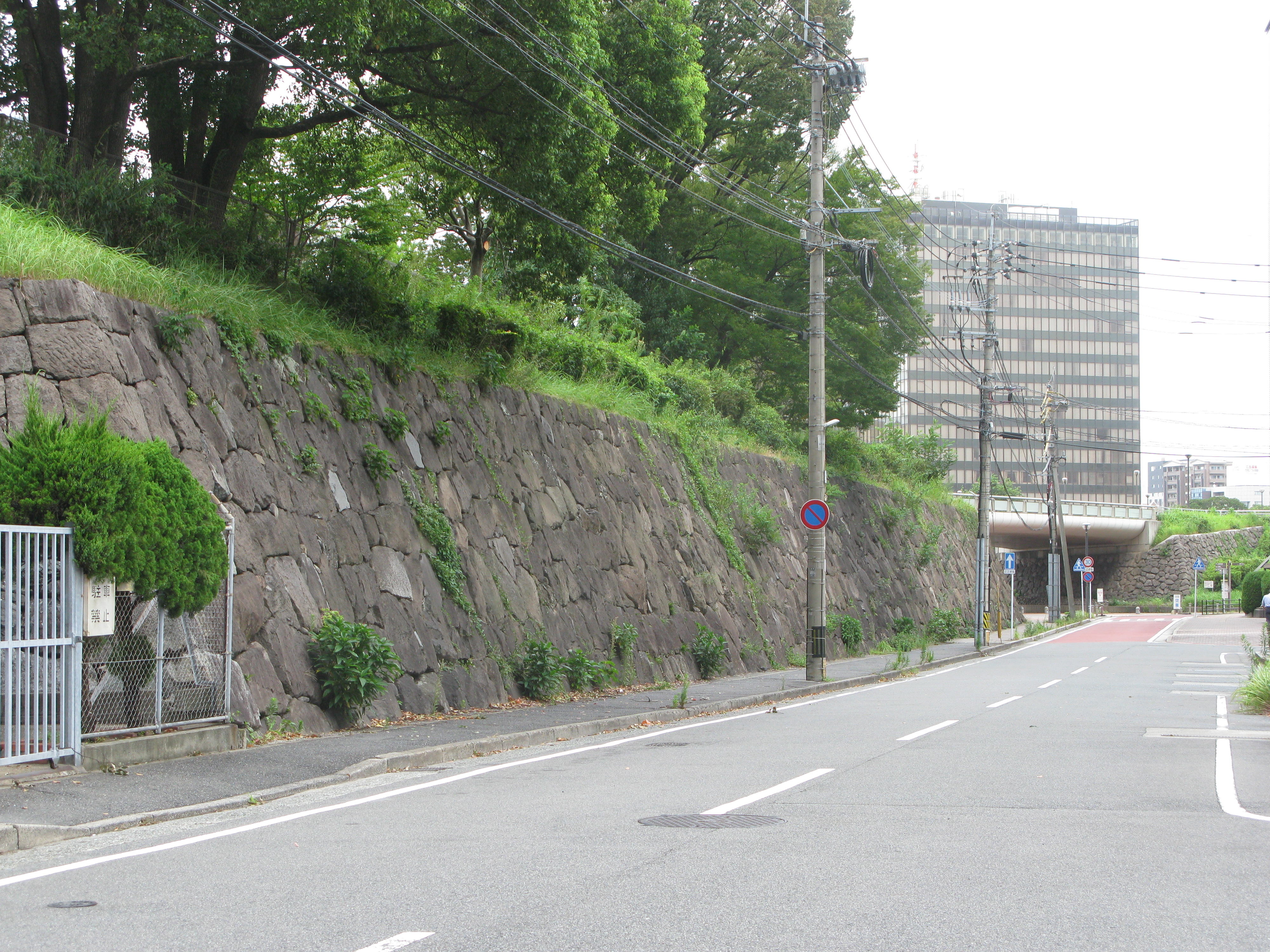
「見おぼえの石垣が眼の前に現れた。横に長かった石垣は削られて短かくはなっているが、たしかに私が清水の板櫃尋常高等小学校に通っているとき毎日見ていた石垣だった」
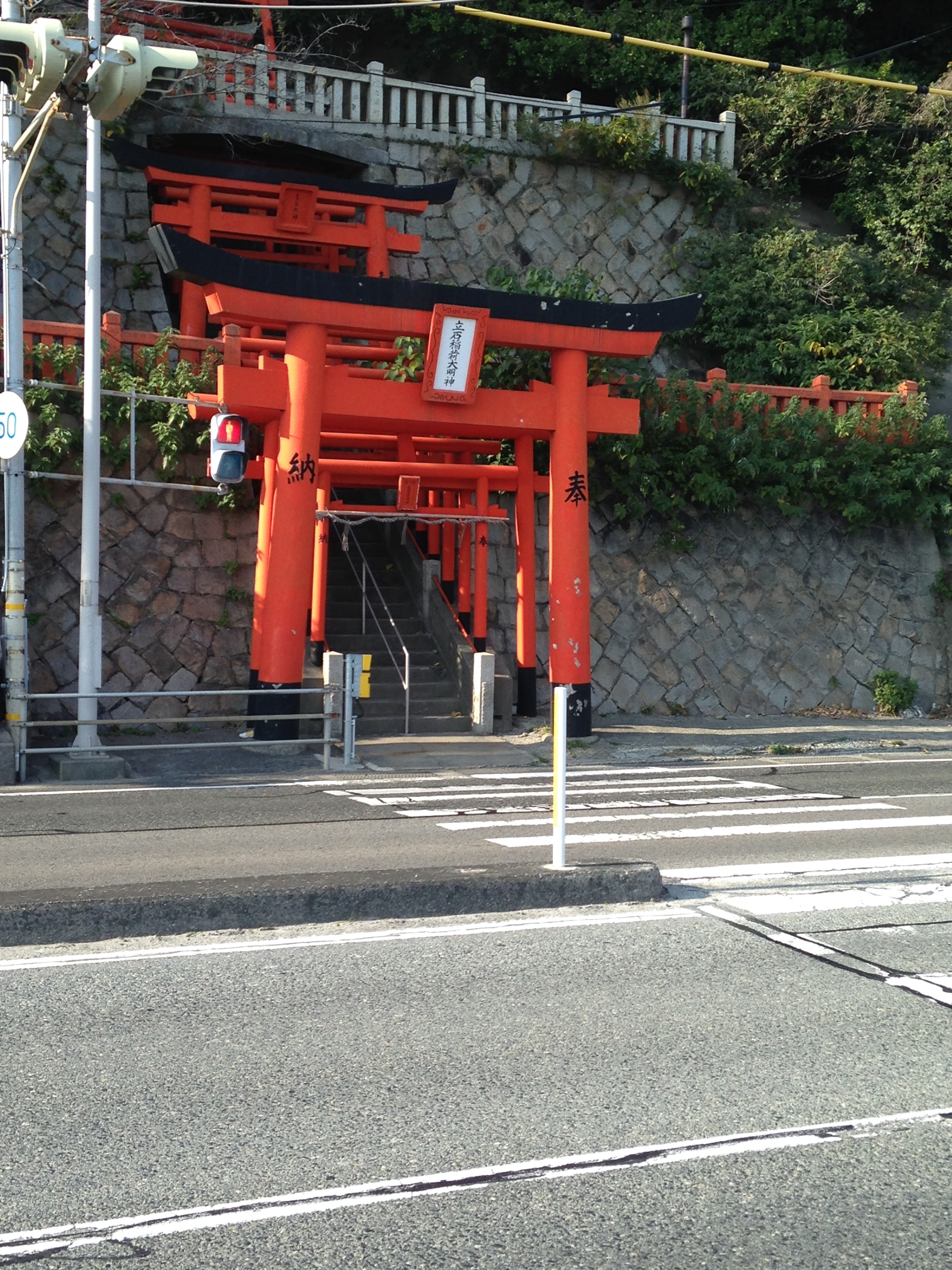
「現在の稲荷社は二段の石垣で赤塗りの四つの鳥居と赤い欄干を持つ立派なものになっているが、あのころは一本の狭い石段の上の小さな祠であった」「母は私を背負い、危なっかしい急な石段を踏んでは油揚げを供えた」
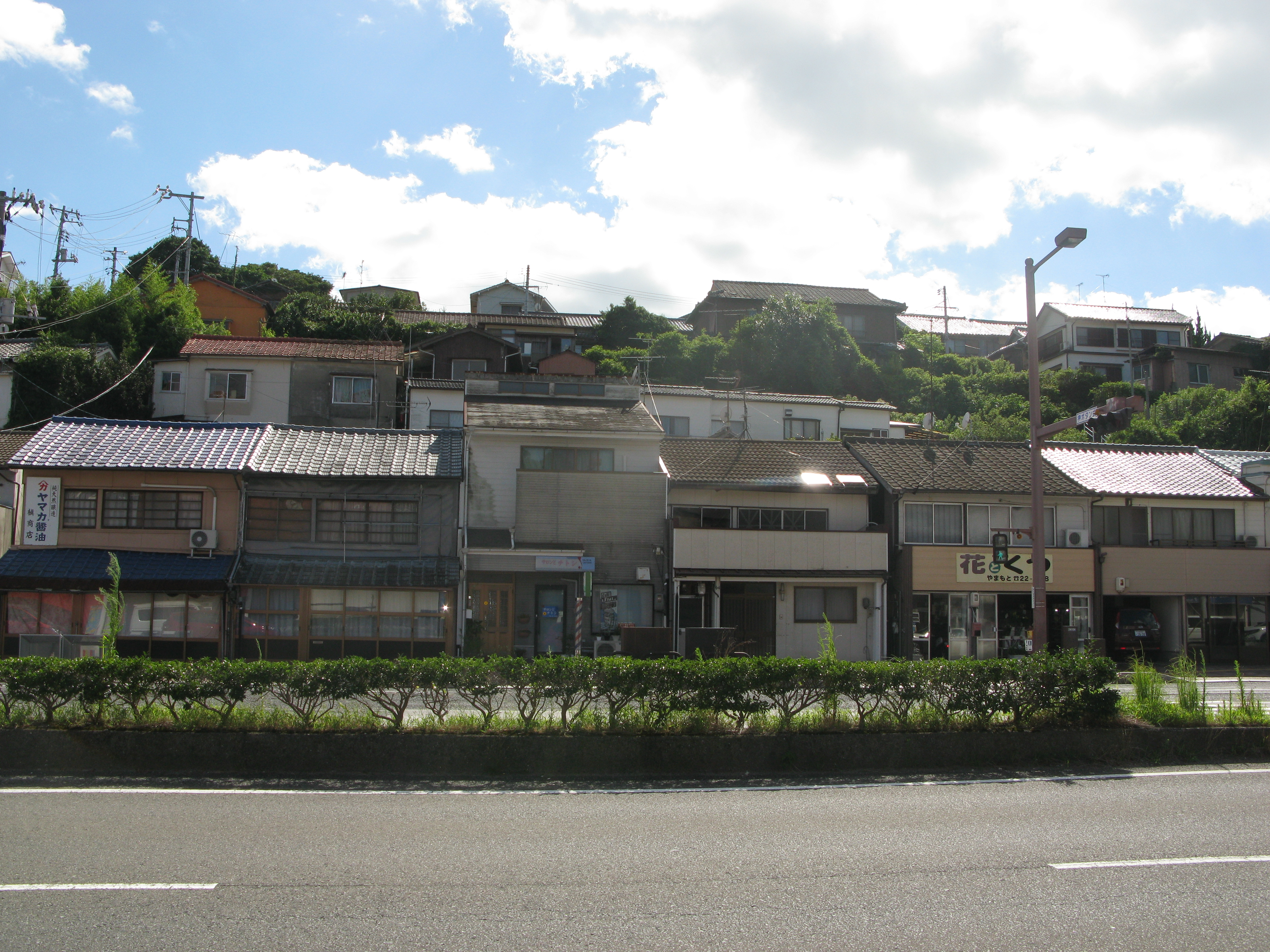
「家は田中町に移った。重砲兵連隊のすぐ前に餅屋を出した。父が足踏みの餅つき器を踏み、母は石臼にしゃがむ。餅とり粉で真白な板の台に搗き上った餅が移される。そこには祖母が待っている。父の役目はそこまでだった」
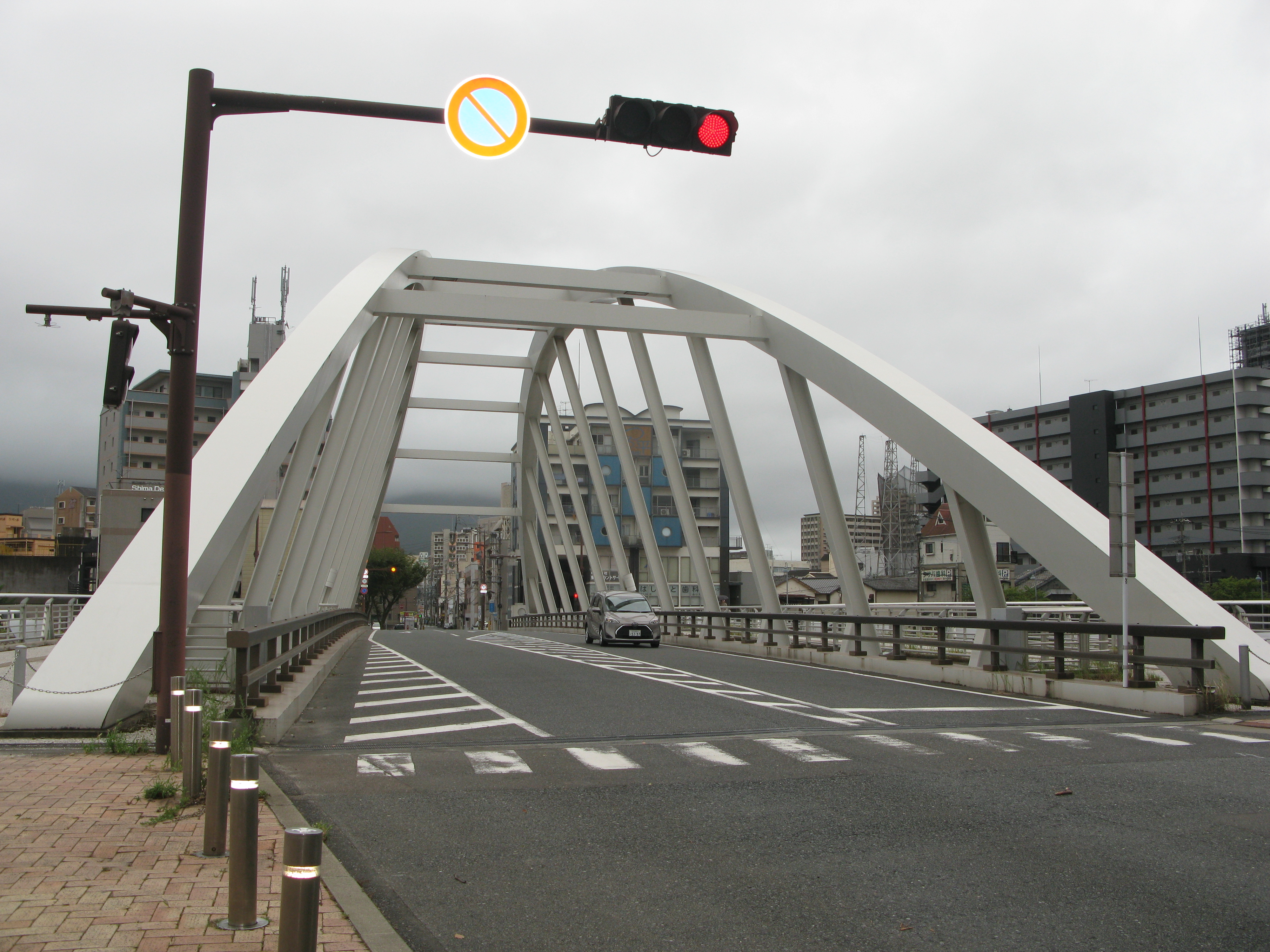
「祖母カネが晩年を迎えたのは、小倉の紺屋町ではなく、中島通りであった。そこは前に住んでいた製紙会社の汚水が流れる川の傍ではなく、香春口というところから陸軍橋にいたる本通りであった」「その家は表は本通りに面しているが、裏は落ち窪んだ低地で、そのために一段と低い四畳半の部屋があった」